# Oscarverleihung 1941
Übersicht aller ausgezeichneten Filme

◄◄ | ◄ | 1937 | 1938 | 1939 | 1940 | Oscarverleihung 1941 | 1942 | 1943 | 1944 | 1945 | ► | ►►

Weitere Ereignisse
Die Oscarverleihung 1941 fand am 27. Februar 1941 im Los Angeles Biltmore Hotel in Los Angeles statt. Es waren die 13th Annual Academy Awards. Im Jahr der Auszeichnung werden immer Filme des vergangenen Jahres ausgezeichnet, in diesem Fall also die Filme des Jahres 1940. In diesem Jahr wurden die Gewinner der Oscars erstmals bis zum Moment der Verleihung geheim gehalten.

## Moderation
- Bob Hope

## Nominierungen und Gewinner
| Film                        | N  | A |
| --------------------------- | -- | - |
| Rebecca                     | 11 | 2 |
| Früchte des Zorns           | 7  | 2 |
| Das Geheimnis von Malampur  | 7  | 0 |
| Der Auslandskorrespondent   | 6  | 0 |
| Der lange Weg nach Cardiff  | 6  | 0 |
| Die Nacht vor der Hochzeit  | 6  | 2 |
| Unsere kleine Stadt         | 6  | 0 |
| Fräulein Kitty              | 5  | 1 |
| Der große Diktator          | 5  | 0 |
| Die scharlachroten Reiter   | 5  | 1 |
| Arise, My Love              | 4  | 1 |
| Der Dieb von Bagdad         | 4  | 3 |
| Der Herr der sieben Meere   | 4  | 0 |
| Spring Parade               | 4  | 0 |
| Galopp ins Glück            | 3  | 0 |
| Heiße Rhythmen in Chicago   | 3  | 1 |
| Hölle, wo ist dein Sieg?    | 3  | 0 |
| Meine Lieblingsfrau         | 3  | 0 |
| Der Westerner               | 3  | 1 |
| Abe Lincoln in Illinois     | 2  | 0 |
| Arizona                     | 2  | 0 |
| Bitter Sweet                | 2  | 0 |
| The Blue Bird               | 2  | 0 |
| The Boys from Syracuse      | 2  | 0 |
| Der Draufgänger             | 2  | 0 |
| Hit Parade of 1941          | 2  | 0 |
| The Howards of Virginia     | 2  | 0 |
| Ihr erster Mann             | 2  | 0 |
| Pinocchio                   | 2  | 2 |
| Schwarzes Kommando          | 2  | 0 |
| Swing-Romanze               | 2  | 0 |
| Tumak, der Herr des Urwalds | 2  | 0 |

### Bester Film
Rebecca – David O. Selznick
Das Geheimnis von Malampur (The Letter) – Hal B. Wallis, Jack L. Warner
Der Auslandskorrespondent (Foreign Correspondent) – Walter Wanger
Der große Diktator (The Great Dictator) – Charlie Chaplin
Der lange Weg nach Cardiff (The Long Voyage Home) – John Ford, Walter Wanger
Die Nacht vor der Hochzeit (The Philadelphia Story) – Joseph L. Mankiewicz
Fräulein Kitty (Kitty Foyle) – David Hempstead
Früchte des Zorns (The Grapes of Wrath) – Darryl F. Zanuck
Hölle, wo ist dein Sieg? (All This, and Heaven Too) – Anatole Litvak
Unsere kleine Stadt (Our Town) – Sol Lesser

### Beste Regie
John Ford – Früchte des Zorns (The Grapes of Wrath)
George Cukor – Die Nacht vor der Hochzeit (The Philadelphia Story)
Alfred Hitchcock – Rebecca
Sam Wood – Fräulein Kitty (Kitty Foyle)
William Wyler – Das Geheimnis von Malampur (The Letter)

### Bester Hauptdarsteller
James Stewart – Die Nacht vor der Hochzeit (The Philadelphia Story)
Henry Fonda – Früchte des Zorns (The Grapes of Wrath)
Charlie Chaplin – Der große Diktator (The Great Dictator)
Raymond Massey – Abe Lincoln in Illinois
Laurence Olivier – Rebecca

### Beste Hauptdarstellerin
Ginger Rogers – Fräulein Kitty (Kitty Foyle)
Bette Davis – Das Geheimnis von Malampur (The Letter)
Joan Fontaine – Rebecca
Katharine Hepburn – Die Nacht vor der Hochzeit (The Philadelphia Story)
Martha Scott – Unsere kleine Stadt (Our Town)

### Bester Nebendarsteller
Walter Brennan – Der Westerner (The Westerner)
Albert Bassermann – Der Auslandskorrespondent (Foreign Correspondent)
William Gargan – They Knew What They Wanted
Jack Oakie – Der große Diktator (The Great Dictator)
James Stephenson – Das Geheimnis von Malampur (The Letter)

### Beste Nebendarstellerin
Jane Darwell – Früchte des Zorns (The Grapes of Wrath)
Judith Anderson – Rebecca
Ruth Hussey – Die Nacht vor der Hochzeit (The Philadelphia Story)
Barbara O’Neil – Hölle, wo ist dein Sieg? (All This, and Heaven Too)
Marjorie Rambeau – Primrose Path

### Bestes Originaldrehbuch
Preston Sturges – Der große McGinty (The Great McGinty)
Charles Bennett, Joan Harrison – Der Auslandskorrespondent (Foreign Correspondent)
Norman Burnstine, Heinz Herald, John Huston – Paul Ehrlich – Ein Leben für die Forschung (Dr. Ehrlich’s Magic Bullet)
Charlie Chaplin – Der große Diktator (The Great Dictator)
Ben Hecht – Angels Over Broadway

### Bestes adaptiertes Drehbuch
Donald Ogden Stewart – Die Nacht vor der Hochzeit (The Philadelphia Story)
Joan Harrison, Robert E. Sherwood – Rebecca
Nunnally Johnson – Früchte des Zorns (The Grapes of Wrath)
Dudley Nichols – Der lange Weg nach Cardiff (The Long Voyage Home)
Dalton Trumbo – Fräulein Kitty (Kitty Foyle)

### Beste Originalgeschichte
Benjamin Glazer, Hans Székely – Arise, My Love
Hugo Butler, Dore Schary – Der große Edison (Edison, the Man)
Leo McCarey, Bella Spewack, Sam Spewack – Meine Lieblingsfrau (My Favorite Wife)
Stuart N. Lake – Der Westerner (The Westerner)
Walter Reisch – Comrade X

### Beste Kamera (Schwarzweißfilm)
George Barnes – Rebecca
Tony Gaudio – Das Geheimnis von Malampur (The Letter)
Ernest Haller – Hölle, wo ist dein Sieg? (All This, and Heaven Too)
James Wong Howe – Abe Lincoln in Illinois
Charles Lang – Arise, My Love
Rudolph Maté – Der Auslandskorrespondent (Foreign Correspondent)
Harold Rosson – Der Draufgänger (Boom Town)
Joseph Ruttenberg – Ihr erster Mann (Waterloo Bridge)
Gregg Toland – Der lange Weg nach Cardiff (The Long Voyage Home)
Joseph A. Valentine – Spring Parade

### Beste Kamera (Farbfilm)
Georges Périnal – Der Dieb von Bagdad (The Thief of Bagdad)
Allen M. Davey, Oliver T. Marsh – Bitter Sweet
W. Howard Greene, Victor Milner – Die scharlachroten Reiter (North West Mounted Police)
Arthur C. Miller, Ray Rennahan – The Blue Bird
Ray Rennahan, Leon Shamroy – Galopp ins Glück (Down Argentine Way)
William V. Skall, Sidney Wagner – Nordwest-Passage (Nordwest Passage)

### Bestes Szenenbild (Schwarzweißfilm)
Cedric Gibbons, Paul Groesse – Stolz und Vorurteil (Pride and Prejudice)
Lionel Banks, Robert Peterson – Arizona
James Basevi – Der Westerner (The Westerner)
Richard Day, Joseph C. Wright – Lillian Russell
Hans Dreier, Robert Usher – Arise, My Love
Alexander Golitzen – Der Auslandskorrespondent (Foreign Correspondent)
Anton Grot – Der Herr der sieben Meere (The Sea Hawk)
Mark-Lee Kirk, Van Nest Polglase – Meine Lieblingsfrau (My Favorite Wife)
John Victor Mackay – Schwarzes Kommando (Dark Command)
Jack Otterson – The Boys from Syracuse
Lewis J. Rachmil – Unsere kleine Stadt (Our Town)
John DuCasse Schulze – Die Irrwege des Oliver Essex (My Son, My Son!)
Lyle R. Wheeler – Rebecca

### Bestes Szenenbild (Farbfilm)
Vincent Korda – Der Dieb von Bagdad (The Thief of Bagdad)
Roland Anderson, Hans Dreier – Die scharlachroten Reiter (North West Mounted Police)
Richard Day, Joseph C. Wright – Galopp ins Glück (Down Argentine Way)
John S. Detlie, Cedric Gibbons – Bitter Sweet

### Beste Original-Filmmusik
Leigh Harline, Paul J. Smith, Ned Washington – Pinocchio
Aaron Copland – Unsere kleine Stadt (Our Town)
Louis Gruenberg – The Fight for Life
Richard Hagemann – Der lange Weg nach Cardiff (The Long Voyage Home)
Richard Hagemann – The Howards of Virginia
Werner Richard Heymann – Tumak, der Herr des Urwalds (One Million B. C.)
Alfred Newman – Im Zeichen des Zorro (The Mask of Zorro)
Miklós Rózsa – Der Dieb von Bagdad (The Thief of Bagdad)
Frank Skinner – The House of the Seven Gables
Max Steiner – Das Geheimnis von Malampur (The Letter)
Herbert Stothart – Ihr erster Mann (Waterloo Bridge)
Franz Waxman – Rebecca
Roy Webb – Meine Lieblingsfrau (My Favorite Wife)
Meredith Willson – Der große Diktator (The Great Dictator)
Victor Young – Arizona
Victor Young – Schwarzes Kommando (Dark Command)
Victor Young – Die scharlachroten Reiter (North West Mounted Police)

### Beste adaptierte Filmmusik
Alfred Newman – Tin Pan Alley
Anthony Collins – Irene
Aaron Copland – Unsere kleine Stadt (Our Town)
Cy Feuer – Hit Parade of 1941
Erich Wolfgang Korngold – Der Herr der sieben Meere (The Sea Hawk)
Charles Previn – Spring Parade
Artie Shaw – Swing-Romanze (Second Chorus)
George E. Stoll, Roger Edens – Heiße Rhythmen in Chicago (Strike Up the Band)
Victor Young – Arise, My Love

### Bester Song
„When You Wish upon a Star“ aus Pinocchio – Leigh Harline, Ned Washington
„Down Argentine Way“ aus Galopp ins Glück (Down Argentine Way) – Mack Gordon, Harry Warren
„Love of My Life“ aus Swing-Romanze (Second Chorus) – Johnny Mercer, Artie Shaw
„It’s a Blue World“ aus Music in My Heart – Chet Forrest, Bob Wright
„I’d Know You Anywhere“ aus You’ll Find Out – Jimmy McHugh, Johnny Mercer
„Only Forever“ aus Rhythm on the River – Johnny Burke, James V. Monaco
„Our Love Affair“ aus Heiße Rhythmen in Chicago (Strike Up the Band) – Roger Edens, Arthur Freed
„Waltzing in the Clouds“ aus Spring Parade – Gus Kahn, Robert Stolz
„Who Am I?“ aus Hit Parade of 1941 – Walter Bullock, Jule Styne

### Bester Schnitt
Anne Bauchens – Die scharlachroten Reiter (North West Mounted Police)
Hal C. Kern – Rebecca
Warren Low – Das Geheimnis von Malampur (The Letter)
Robert L. Simpson – Früchte des Zorns (The Grapes of Wrath)
Sherman Todd – Der lange Weg nach Cardiff (The Long Voyage Home)

### Bester Ton
Douglas Shearer – Heiße Rhythmen in Chicago (Strike Up the Band)
John Aalberg – Fräulein Kitty (Kitty Foyle)
Bernard B. Brown – Spring Parade
Edmund H. Hansen – Früchte des Zorns (The Grapes of Wrath)
Nathan Levinson – Der Herr der sieben Meere (The Sea Hawk)
John P. Livadary – Ein Ehemann zuviel (Too Many Husbands)
Charles L. Lootens – Behind the News
Thomas T. Moulton – Unsere kleine Stadt (Our Town)
Elmer Raguse – Überfall auf die Olive Branch (Captain Caution)
Loren L. Ryder – Die scharlachroten Reiter (North West Mounted Police)
Jack Whitney – The Howards of Virginia

### Beste visuelle Effekte
Lawrence W. Butler, Jack Whitney – Der Dieb von Bagdad (The Thief of Bagdad)
John Aalberg, Vernon L. Walker – Die Insel der Verlorenen (Swiss Family Robinson)
Ray Binger, R. T. Layton, Thomas T. Moulton – Der lange Weg nach Cardiff (The Long Voyage Home)
William Bradford, Howard Lydecker, Herbert Norsch, Bud Thackery – Women in War
Bernard B. Brown, John P. Fulton, William Hedgcock – Der Unsichtbare kehrt zurück (The Invisible Man Returns)
Bernard B. Brown, John P. Fulton, Joe Lapis – The Boys from Syracuse
Jack Cosgrove, Arthur Johns – Rebecca
Paul Eagler, Thomas T. Moulton – Der Auslandskorrespondent (Foreign Correspondent)
Farciot Edouart, Gordon Jennings – Dr. Zyklop (Dr. Cyclops)
Farciot Edouart, Gordon Jennings, Loren L. Ryder – Die Hölle der Südsee (Typhoon)
A. Arnold Gillespie, Douglas Shearer – Der Draufgänger (Boom Town)
Edmund H. Hansen, Fred Sersen – The Blue Bird
Byron Haskin, Nathan Levinson – Der Herr der sieben Meere (The Sea Hawk)
Elmer Raguse, Roy Seawright – Tumak, der Herr des Urwalds (One Billion B. C.)

### Bester Kurzfilm (1 Filmrolle)
Quicker’n a Wink – Pete Smith
London Can Take It! – Warner Bros.
More About Nostradamus – Metro-Goldwyn-Mayer
Siege – RKO Radio

### Bester Kurzfilm (2 Filmrollen)
Teddy the Rough Rider – Warner Bros.
Eyes of the Navy – Metro-Goldwyn-Mayer
Service with the Colors – Warner Bros.

### Bester Kurzfilm (Cartoon)
Die Milchstraße (The Milky Way) – Metro-Goldwyn-Mayer
Die Hasenfalle (A Wild Hare) – Leon Schlesinger
Jerry treibt’s zu bunt (Puss Gets the Boot) – Metro-Goldwyn-Mayer

## Ehren-Oscars

### Ehrenoscar
Bob Hope
Nathan Levinson

### Technical Achievement Award
Anton Grot